# شهسوار سلطان
شهسوار سلطان، همسر دوم سلطان مصطفی دوم (۱۶۹۵–۱۷۰۳) و والده سلطان، سلطان عثمان سوم (۱۷۵۴ – ۱۷۵۷) بود. او دارای اصالت صربی بود.